# توماس اشبریج
توماس اشبریج (انگلیسی: Thomas Ashbridge؛ 1890 – 1964 (aged ۷۳–۷۴)) بازیکن فوتبال اهل بریتانیا بود.
از باشگاه‌هایی که در آن بازی کرده‌است می‌توان به باشگاه فوتبال واتفورد و باشگاه فوتبال شفیلد یونایتد اشاره کرد.